# جان اشجیان
جان اشجیان (انگلیسی: John Ashdjian؛ زادهٔ ۱۳ سپتامبر ۱۹۷۲) بازیکن فوتبال اهل بریتانیا است.
از باشگاه‌هایی که در آن بازی کرده‌است می‌توان به باشگاه فوتبال نورث‌همپتون تاون و باشگاه فوتبال کترینگ تاون اشاره کرد.